# Laffly
 (octobre 2020).
Laffly est une ancienne marque automobile française dont les ateliers étaient situés à sa fondation à Boulogne-Billancourt près de Paris.

## Historique

### Fondation
Fondé en 1849, Laffly est d'abord un fabricant français de voitures, de camions et de véhicules utilitaires.

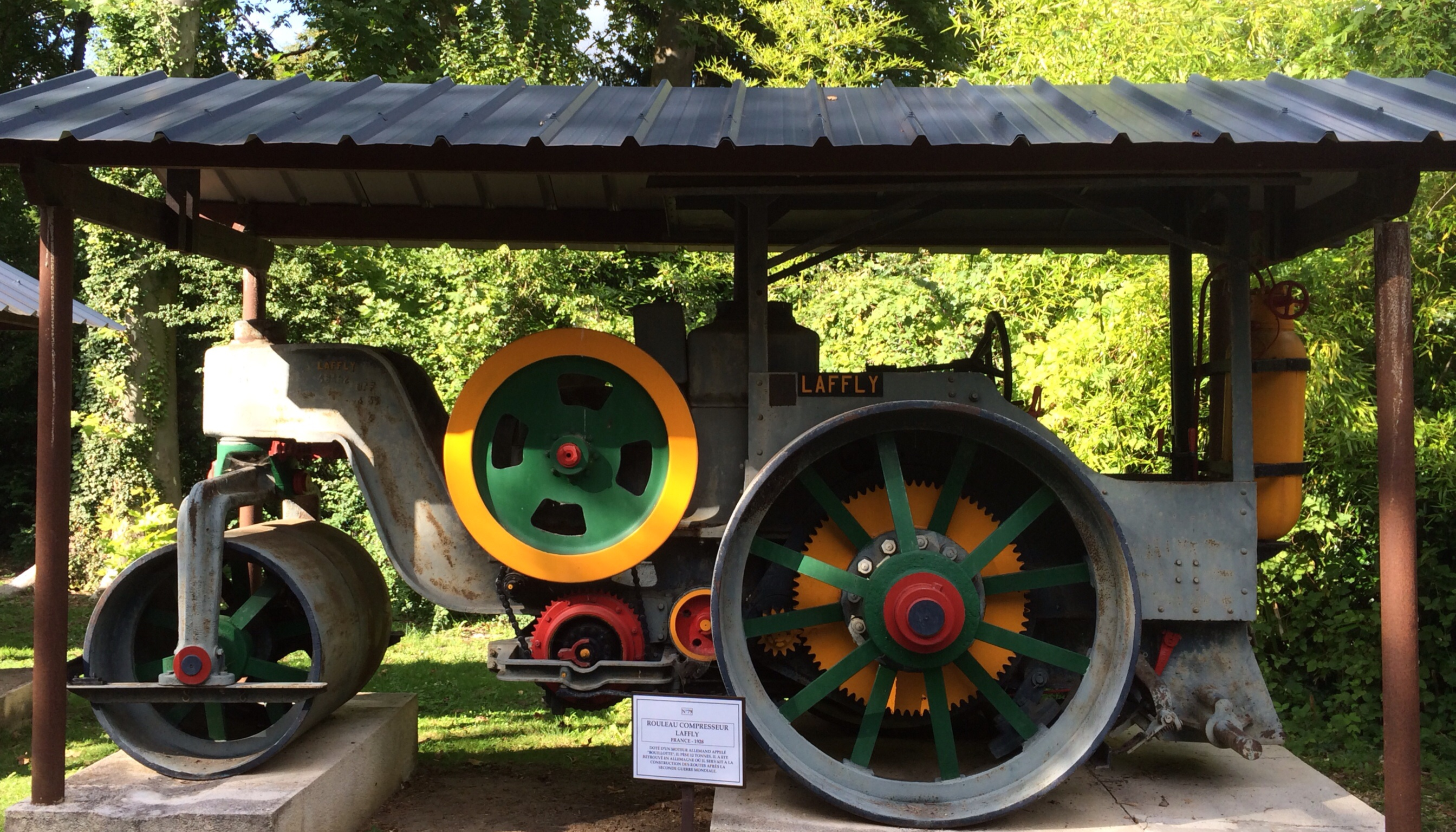
Rouleau compresseur Laffly, 1928.

En 1912, la société commence la fabrication de véhicules légers et de camionnettes.
Des années 1930 à la fin de la Seconde Guerre mondiale, elle fabrique de nombreux modèles de véhicules pour l'armée (automitrailleuses, camions militaires, etc.), et pour le civil des véhicules spécifiques pour le nettoyage de la voirie (arroseuses, balayeuses) et la lutte contre l’incendie (porteurs grande échelle, fourgons premier secours, fourgons pompe, tonnes, camions-citernes, etc.), et des utilitaires (fourgons tôlés et camionnettes).
Pour réduire les coûts, Laffly travaille en étroite collaboration avec Hotchkiss pour la réalisation de voitures, d'ambulances et de camions-citernes. Les véhicules sont le plus souvent conçus par Laffly, et équipés de moteurs Hotchkiss, les deux sociétés commercialisant ensuite chacune les modèles produits.
Dans la deuxième partie de son existence, l'usine Laffly s'installe, au 94, avenue des Grésillons à Asnières-sur-Seine.

### Disparition
En raison de coûts de fabrication, donc de prix de vente, trop élevés, et aussi de la concurrence naissante de Berliet et de Renault, la société Laffly cesse toute fabrication et disparaît au début des années 1950.

## Les modèles

### Véhicules militaires
- Laffly 50 AM (1932)
- Laffly 80 AM (1934)
- Laffly R15 R

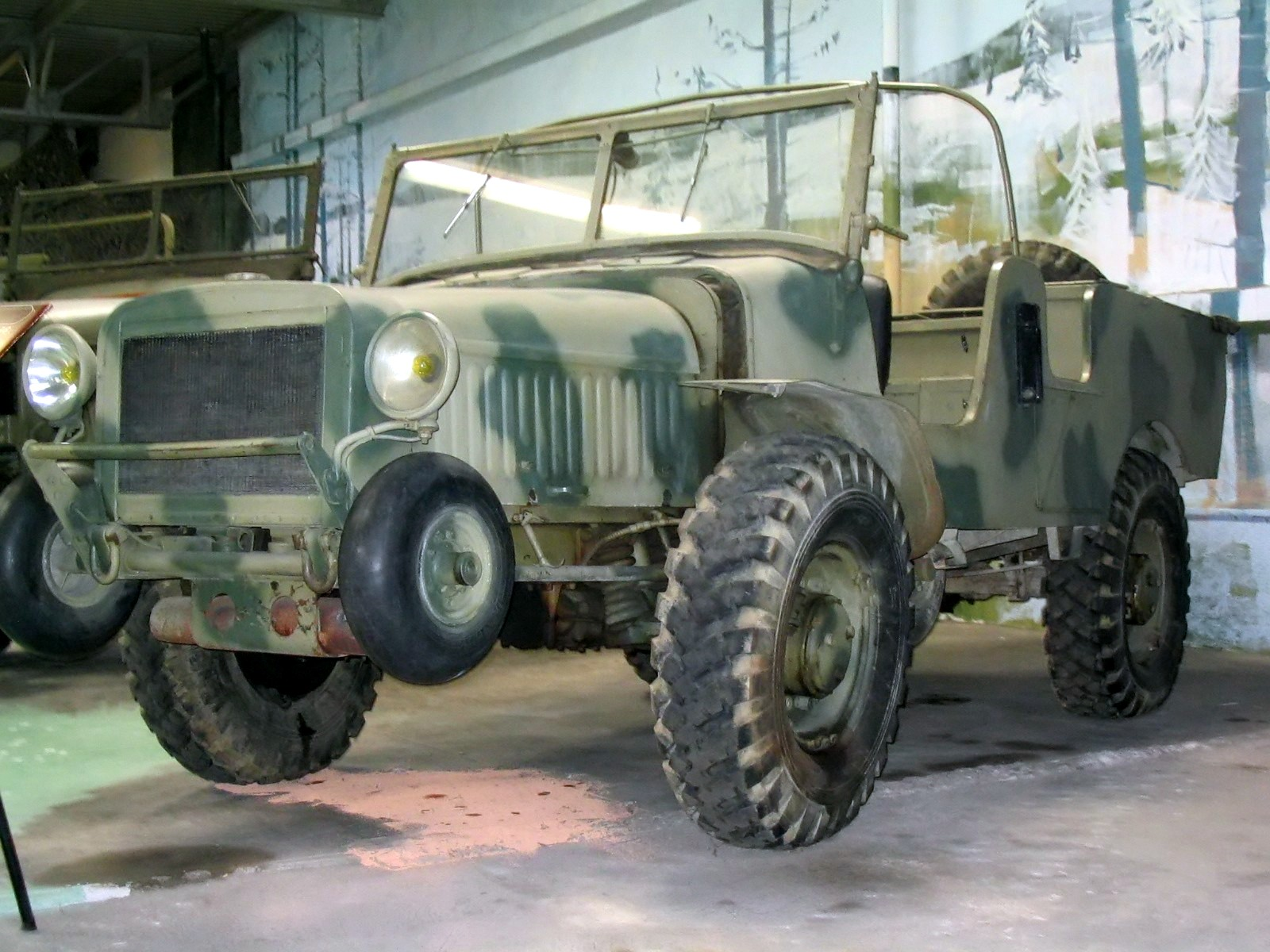
Laffly V15.

- Laffly S15 T (tracteur d'artillerie léger) (1938)
- Laffly S15 R (véhicule de reconnaissance)  (1935)
- Laffly S20 (de)
- Laffly S25 (it)
- Laffly S35 (de)
- Laffly S45 T (it) (1935)
- Laffly V15 T (1937)
- Laffly V15 R (1937)
- Laffly W15 T (1937)
- Laffly W15 TCC (chasseur de chars) (1940)

### Véhicules de secours et de lutte contre l'incendie
- Laffly ABL 5

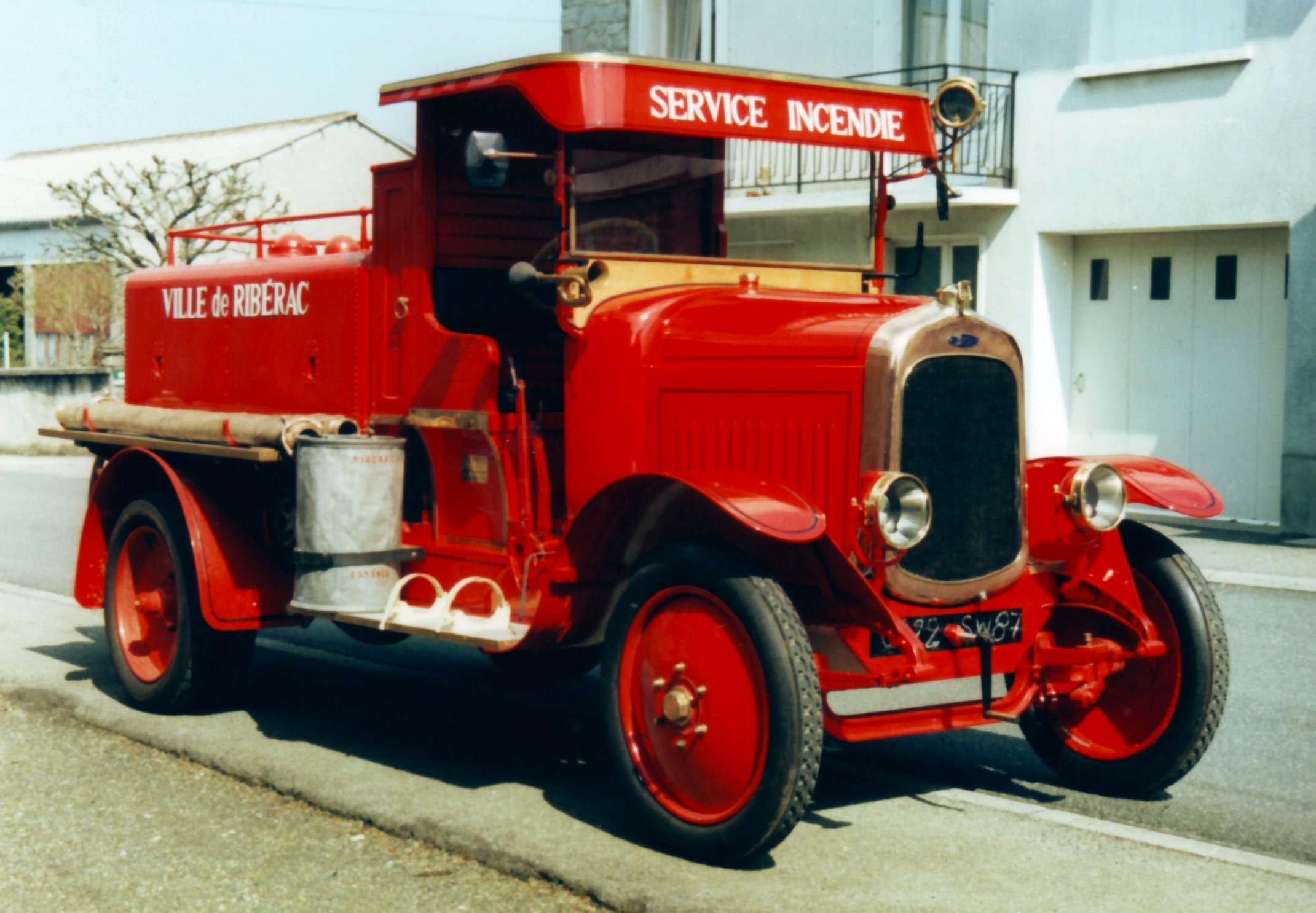
Laffly LV, année 1923.

- Laffly ABL 6 (grande échelle télescopique) (1937)
- Laffly ACL 5C6 (fourgon pompe tonne) (1943/1949)
- Laffly B 682 (fourgon) (1952)
- Laffly BSR (fourgon) (1940)
- Laffly BSR C3 (premiers secours) (1938)
- Laffly CG 1 et 2 (camion-grue pour les Sapeurs-Pompiers de Paris et les marins pompiers de Marseille)
- Laffly LV
- Laffly BSRC3 (fourgon pompe tonne)
- Laffly FEV (fourgon éclairage ventilation)
- Laffly FPD (fourgon pompe dévidoir)
- Laffly BSR fourgon (1940)
- Laffly BSS 163 - FIN (fourgon d'incendie normalisé) (1946/1949)
- Laffly BSS 163 - EPM (échelle sur porteur motorisée)
- Laffly BSS B3 (1942)
- Laffly BSS C3 - PS (premiers secours) (1942/1950)
- Laffly BSS C3 - ASR (autopompe de secours rapide)
- Laffly BSS E (porteur échelle sur roues) (1938)

### Véhicules civils
- Laffly LC2 (fourgon)
- Laffly B4 (autocar) (1927)
- Laffly B 686 FIN (fourgon) (1952)

### Véhicules de nettoyage urbain
- Laffly (1917) [1]
- Laffly LC2 arroseuse

### Véhicules agricoles
- Motoculteur M5